# Liste der Kulturdenkmale in Ziegenhain (Nossen)
In der Liste der Kulturdenkmale in Ziegenhain sind die Kulturdenkmale des Nossener Ortsteils Ziegenhain verzeichnet, die bis August 2021 vom Landesamt für Denkmalpflege Sachsen erfasst wurden (ohne archäologische Kulturdenkmale). Die Anmerkungen sind zu beachten.
Diese Aufzählung ist eine Teilmenge der Liste der Kulturdenkmale in Nossen.

## Ziegenhain
| Bild                                    | Bezeichnung | Lage                                    | Datierung                                                                                               | Beschreibung | ID       |
| --------------------------------------- | --- | --------------------------------------- | --- | --- | -------- |
| Direkt Bild zu diesem Denkmal hochladen | Straßenbrücke über den Ketzerbach                                                                                         | Graupziger Straße (Karte)               | Bezeichnet mit 1876                                                                                     | Steinbogenbrücke, verkehrsgeschichtlich von Bedeutung. Brücke liegt an einer Einmündung eines Baches (Schänitzer Wasser oder Leippenbach), der von Leippen entspringt, in den Ketzerbach. | 09269830 |
| Direkt Bild zu diesem Denkmal hochladen | Pfarrhaus | Graupziger Straße 2 (Karte)             | Um 1800                                                                                                 | Schlichter Putzbau mit Segmentbogenportalen und Krüppelwalmdach, original erhaltenes Gebäude, singuläre Bedeutung, bedeutend für Ortsbild, ortsgeschichtlich von Bedeutung. Zweigeschossig, drei Segmentbogenportale, im Innern Gewölbe, am Haus zu beiden Seiten Segmentbogenportale, in einer Mauer gegenüber dem Pfarrhaus weiteres Portal, war früher Pfarrhof mit mehreren Gebäude, darauf deutet dem noch erhaltenen Haus gegenüber liegende besagte Mauer mit Portal, Hof ist zudem auf einer Topographischen Karte von 1877 als solcher zu erkennen. | 09269828 |
| Direkt Bild zu diesem Denkmal hochladen | Ehemalige Schule, heute Wohnhaus                                                                                          | Graupziger Straße 5 (Karte)             | 1. Hälfte 19. Jahrhundert                                                                               | Obergeschoss Fachwerk, ortsgeschichtlich von Bedeutung, Krüppelwalmdach | 09268175 |
| Direkt Bild zu diesem Denkmal hochladen | Brücke über den Ketzerbach                                                                                                | Höfgener Straße (Karte)                 | 19. Jahrhundert                                                                                         | Baugeschichtlich von Bedeutung | 09268184 |
| Direkt Bild zu diesem Denkmal hochladen | Wohnhaus und Seitengebäude eines Gehöfts                                                                                  | Höfgener Straße 1 (Karte)               | Bezeichnet mit 1859                                                                                     | Obergeschoss Fachwerk, baugeschichtlich von Bedeutung | 09268180 |
| Direkt Bild zu diesem Denkmal hochladen | Spritzenhaus | Höfgener Straße 1 (vor) (Karte)         | 19. Jahrhundert                                                                                         | Ortsgeschichtlich von Bedeutung. Bruchstein, Giebel verbrettert. | 09268181 |
| Direkt Bild zu diesem Denkmal hochladen | Scheune | Höfgener Straße 4 (Karte)               | Um 1850                                                                                                 | Bemerkenswerter Fachwerkbau, etwa um 1850 oder älter, mit Schwellen, Stielen und Streben, weitestgehend ursprünglich erhalten, baugeschichtlich bedeutendes Zeugnis der ländlichen Architektur und Volksbauweise seiner Zeit | 09304620 |
|                                         | Eisenbahnbrücke | Kirchstraße (Karte)                     | 1877–1880                                                                                               | Einbogenbrücke (Bruchstein) der Bahnstrecke Riesa–Nossen, verkehrsgeschichtlich und eisenbahngeschichtlich von Bedeutung | 09268183 |
| Weitere Bilder                          | Kirche (einschließlich Ausstattung) mit Kirchhof, Einfriedungsmauer und Denkmal für die Gefallenen des Ersten Weltkrieges | Kirchstraße (Karte)                     | 1703–1704 (Kirche); 1705 (Kanzelaltar); 18. Jahrhundert (Patronatsloge); 1851 (Orgel und Orgelprospekt) | Kleiner spätmittelalterlicher Saalbau, der 1703/04 erhöht und ausgebaut wurde, barock überformt, mit Dachreiter, baugeschichtlich, ortsgeschichtlich und ortsbildprägend von Bedeutung. Restaurierungen 1934 und um 1985. Putzbau mit Satteldach, verschieferter Dachreiter mit Haube und Zwiebel. Dreiseitiger Schluss im Osten, an den Ecken massige, mit Sandsteinplatten abgedeckte Strebepfeiler vom älteren Bau. Fenster in Korbbogenform. Im Norden zweigeschossiger Anbau mit der alten Sakristei im Erdgeschoss und der Herrschaftsloge von 1704 im Obergeschoss. Im Osten neue Sakristei, im Westen eine Vorhalle, beide um 1704. Im Inneren verputzte Flachdecke mit Stuckrahmenfeldern, die beiden runden von leichtem Stuckrankenwerk begleitet. Gleichzeitig die doppelgeschossigen hölzernen Emporeneinbauten an drei Seiten, unter Aussparung der Ostteile der Längsseiten, weiß und graublau gefasst, ebenso das Gestühl. Einfach verglaste Herrschaftsempore des 18. Jahrhunderts im Chor. In der alten Sakristei Kreuzgratgewölbe, in ihrer Ostwand kleines gotisches Fenster, in der Südwand gotische Nische. Kanzelaltar, 1705, aus Holz, weiß und gold gefasst, zwischen einem korinthischen Säulenpaar der achteckige Kanzelkorb mit rundbogigen Füllungen, die Säulen auf Postamenten, dazwischen die Predella mit Tafelbild, Öl auf Holz, das Abendmahl darstellend, über den Säulen auf Gesimsen kräftiger Sprenggiebel, der den reich mit Schnitzereien verzierten und mit der Figur des Auferstandenen bekrönten Kanzeldeckel umfasst. Am Giebelgebälk ovale Tafeln, darauf die Wappen derer von Bose und Maltitz, mit Bezeichnung 1705. Orgel von 1851, mit fünfteiligem Prospekt. Gemälde mit Darstellung der Geißelung Christi, Öl auf Holz, um 1700, an der rechten Chorwand. In der Vorhalle vier barocke Grabsteine in Obeliskform, um 1745 und 1781 (Dehio Sachsen I, 1996). | 09268174 |
| Weitere Bilder                          | Wohnstallhaus (heute mit drei Hausnummern) und Toreinfahrt eines ehemaligen Vierseithofes                                 | Kirchstraße 1a, 1b, 1c (Karte)          | Um 1870                                                                                                 | Stattliches Wohnhaus eines ungewöhnlich großen Bauernhofes, möglicherweise Herrenhaus eines Vorwerks, verputzter Massivbau mit schönen Portalen, baugeschichtlich und städtebaulich bedeutsam (bildet Vierseithof mit Nummer 1) | 09268005 |
| Direkt Bild zu diesem Denkmal hochladen | Seitengebäude eines Gehöfts                                                                                               | Kirchstraße 6 (Karte)                   | 1. Hälfte 19. Jahrhundert                                                                               | In Fachwerkbauweise, Erdgeschoss am Giebel auch in Fachwerk, baugeschichtlich von Bedeutung | 09268176 |
| Direkt Bild zu diesem Denkmal hochladen | Wohnstallhaus, östliches Seitengebäude und Torpfeiler eines ehemaligen Vierseithofes                                      | Kirchstraße 10 (Karte)                  | 2. Hälfte 19. Jahrhundert                                                                               | Beide Gebäude mit Fachwerk im Obergeschoss und markanten Krüppelwalmdächern, gestalterische Akzente durch Drillingsfenster (Palladiomotiv) und Rundbogenfenster in den straßenseitigen Giebeln, beeindruckendes ländliches Anwesen in Ortsmitte und unmittelbarer Nähe der Kirche, baugeschichtlich bedeutend | 09268178 |
| Direkt Bild zu diesem Denkmal hochladen | Wohnhaus | Kirchstraße 12 (Karte)                  | Mitte 19. Jahrhundert                                                                                   | Obergeschoss Fachwerk, Zwillingsfenster im Giebel, Sandstein-Türstock, Krüppelwalmdach mit Fledermausgaupen, charakteristisches ländliches Wohnhaus, baugeschichtlich von Bedeutung. Krüppelwalmdach, Zwillingsfenster mit Rundbogen im Giebel (2. Hälfte 19. Jahrhundert). | 09268179 |
| Direkt Bild zu diesem Denkmal hochladen | Gedenkstein (mit Relief)                                                                                                  | Kirchstraße 16 (bei) (Karte)            | Bezeichnet mit 1959                                                                                     | Gedenkstein zur Erinnerung an Ziegenhain als erstes vollgenossenschaftlich ausgebildetes Dorf im Kreis Meißen in DDR-Zeiten, Relief von Bildhauer Georg Türke, ortsgeschichtlich und künstlerisch von Bedeutung. - Gedenkstein 1959 von Georg Türke angefertigt anlässlich der Erinnerung an Ziegenhain als erstes voll sozialistisch ausgebildetes Dorf im Kreis Meißen, am 1. Mai 1960 Einweihung mit Bronzeplatte Bodenreform von Georg Türke (bezeichnet Georg Türke 1959). - Sandsteintrog (Pferdetränke?) ein Wassertrog von wirtschaftsgeschichtlichem Wert (2011 nicht mehr vorgefunden) | 09268173 |
| Direkt Bild zu diesem Denkmal hochladen | Scheune eines Bauernhofes                                                                                                 | Ziegenhainer Bahnhofstraße 1 (Karte)    | Um 1800                                                                                                 | Fachwerk-Scheune, baugeschichtlich und wirtschaftsgeschichtlich von Bedeutung, alte Fenster | 09268172 |
| Weitere Bilder                          | Empfangsgebäude des Bahnhofs Ziegenhain (Nr. 3) mit Eisenbahnerwohnhaus (Nr. 2)                                           | Ziegenhainer Bahnhofstraße 2, 3 (Karte) | 1880 | Charakteristische Gründerzeitgebäude mit Anklängen an den Schweizerstil, eisenbahngeschichtlich, baugeschichtlich und ortsgeschichtlich von Bedeutung (Bahnstrecke Riesa–Nossen) | 09268182 |
| Direkt Bild zu diesem Denkmal hochladen | Wohnmühlengebäude mit Teilen der alten Mühlentechnik (Brendelmühle)                                                       | Zur Mühle 1 (Karte)                     | Bezeichnet mit 1818                                                                                     | Markanter Fachwerkbau mit schönem Portal, baugeschichtlich, ortsgeschichtlich und technikgeschichtlich bedeutend. - Im Jahr 1995 war folgende Mühlentechnik erhalten: Getriebekammer mit Teilen des Getriebes, Motorantrieb mit Haupttransmission, Plansichter, Schrankfilter, Walzenstuhl, Schrotgang (Mahlgang) mit Steinkran und die mühlentechnische Ausstattung im Dachbereich sowie Reste eines oberschlächtigen Wasserrades. - Mit Stand 29. September 2006 fanden sich noch folgende Teile im Gebäude: Getriebekammer mit Kammrad usw., Motorantrieb mit Haupttransmission. | 09268177 |

## Tabellenlegende
- Bild: Bild des Kulturdenkmals, ggf. zusätzlich mit einem Link zu weiteren Fotos des Kulturdenkmals im Medienarchiv Wikimedia Commons. Wenn man auf das Kamerasymbol klickt, können Fotos zu Kulturdenkmalen aus dieser Liste hochgeladen werden:
- Bezeichnung: Denkmalgeschützte Objekte und ggf. Bauwerksname des Kulturdenkmals
- Lage: Straßenname und Hausnummer oder Flurstücknummer des Kulturdenkmals. Die Grundsortierung der Liste erfolgt nach dieser Adresse. Der Link (Karte) führt zu verschiedenen Kartendiensten mit der Position des Kulturdenkmals. Fehlt dieser Link, wurden die Koordinaten noch nicht eingetragen. Sind diese bekannt, können sie über ein Tool mit einer Kartenansicht einfach nachgetragen werden. In dieser Kartenansicht sind Kulturdenkmale ohne Koordinaten mit einem roten bzw. orangen Marker dargestellt und können durch Verschieben auf die richtige Position in der Karte mit Koordinaten versehen werden. Kulturdenkmale ohne Bild sind an einem blauen bzw. roten Marker erkennbar.
- Datierung: Baubeginn, Fertigstellung, Datum der Erstnennung oder grobe zeitliche Einordnung entsprechend des Eintrags in der sächsischen Denkmaldatenbank
- Beschreibung: Kurzcharakteristik des Kulturdenkmals entsprechend des Eintrags in der sächsischen Denkmaldatenbank, ggf. ergänzt durch die dort nur selten veröffentlichten Erfassungstexte oder zusätzliche Informationen
- ID: Vom Landesamt für Denkmalpflege Sachsen vergebene, das Kulturdenkmal eindeutig identifizierende Objekt-Nummer. Der Link führt zum PDF-Denkmaldokument des Landesamtes für Denkmalpflege Sachsen. Bei ehemaligen Kulturdenkmalen können die Objektnummern unbekannt sein und deshalb fehlen bzw. die Links von aus der Datenbank entfernten Objektnummern ins Leere führen. Ein ggf. vorhandenes Icon  führt zu den Angaben des Kulturdenkmals bei Wikidata.